# Fünfhaus
Fünfhaus ist der nördliche und östliche Bezirksteil des 15. Wiener Gemeindebezirkes Rudolfsheim-Fünfhaus und eine der 89 Wiener Katastralgemeinden.

## Geographie
Die Katastralgemeinde erstreckt sich über ein Gebiet von 164,83 ha. Fünfhaus wird entsprechend dem Grenzverlauf des 15. Gemeindebezirks im Norden von der Gablenzgasse und im Osten vom Gürtel begrenzt. Innerhalb des Gemeindebezirks verläuft die Grenze zum Bezirksteil Rudolfsheim nördlich des Westbahnhofs entlang des westlichen Abschnitts der Hütteldorfer Straße und entlang der Pouthongasse. Südlich des Westbahnhofs wird die Grenze der Katastralgemeinde zum Bezirksteil Rudolfsheim im Wesentlichen von der Grenzgasse und Geibelgasse gebildet, jene zum Bezirksteil Sechshaus von der Sechshauser Straße.

## Geschichte

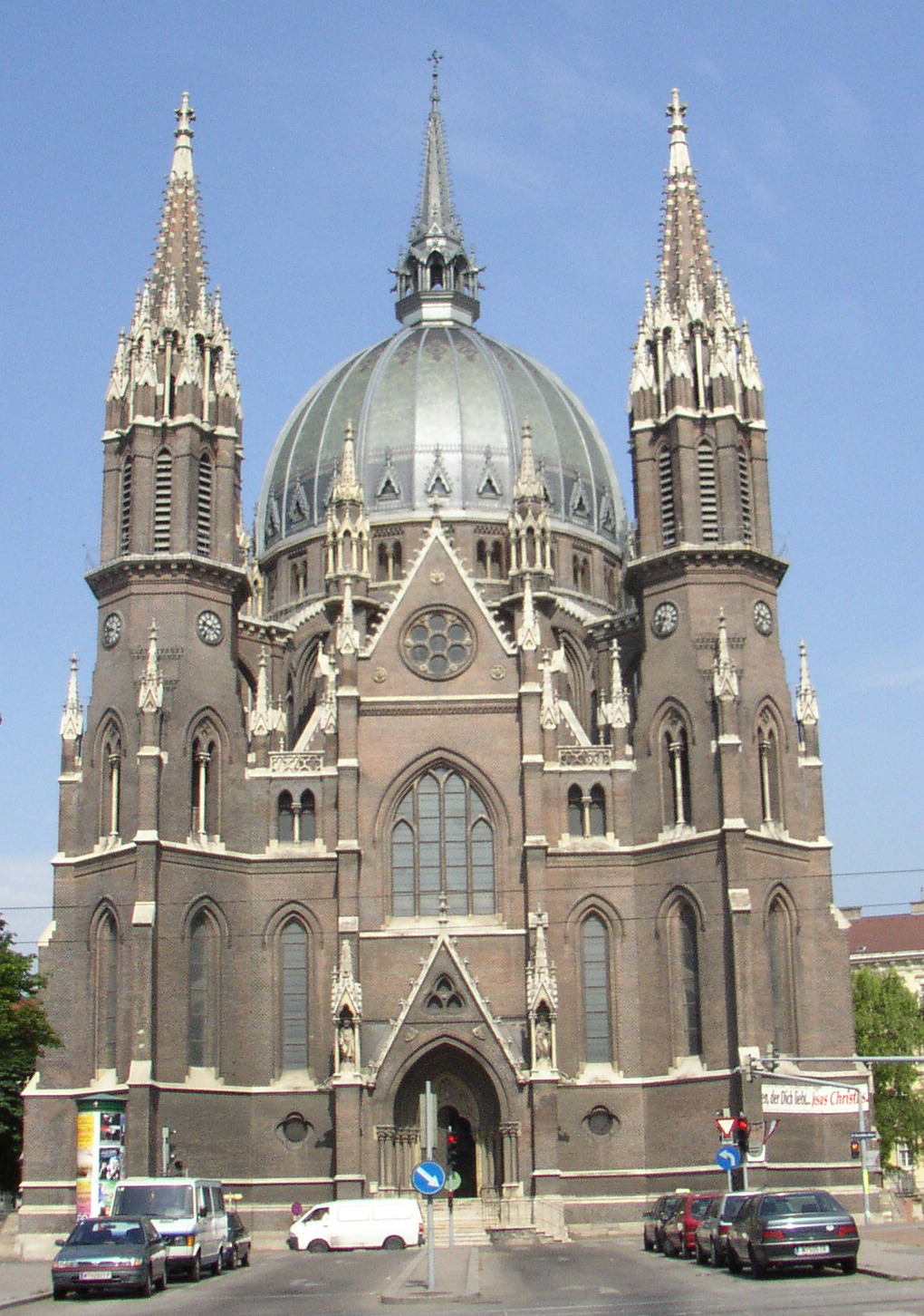
Die 1868 bis 1875 erbaute Kirche Maria vom Siege

Im Mittelalter befanden sich auf dem Gebiet des heutigen Fünfhaus, auch auf der Schmelz vor allem Äcker und Weingärten. Diese Flure lagen fast ausschließlich in kirchlichem Besitz, etwa hatte das Barnabitenkollegium St. Michael die Grundherrschaft über das Gebiet des späteren Ortskerns inne.
Nachdem während der zweiten Türkenbelagerung im Jahre 1683 fast alle Orte im Bereich des heutigen 15. Bezirkes zerstört wurden, entstanden zum Teil durch Wiederaufbau der alten Siedlungen fünf Dörfer: Rustendorf, Braunhirschen, Reindorf, Sechshaus und Fünfhaus.
Zu Beginn (bis etwa 1708) befanden sich auf dem Gebiet der heutigen Clementinengasse eine kleine Gruppe von fünf Winzer- und Gärtnerhäusern, die dem Bezirksteil auch den bis heute gültigen Namen verliehen – ähnlich wie bei Dreihaus und Sechshaus.
Das riesige Areal der Schmelz, bis Ottakring und Neulerchenfeld reichend, diente ab 1847 als Exerzierplatz und wurde bis zu Beginn des 20. Jahrhunderts in zwei Phasen besiedelt. Ab den 1860er-Jahren wurde das Gebiet zwischen der Westbahntrasse und der heutigen Hütteldorfer Straße verbaut. Es entstand ein Viertel mit regelmäßigem Straßenraster und gleichförmigen gründerzeitlichen Bauten mit der einzigen Unterbrechung am Reithofferplatz, wo ein kleiner Park entstand. Das damals entstandene und später nach Norden erweiterte Viertel wird Neu-Fünfhaus genannt. Wichtig für die Erschließung war auch die 1876 eröffnete Schmelzbrücke über die Bahntrasse.
Der gründerzeitliche Bauboom erfasste aber auch die „alten“ Teile südlich der Bahn, wo mehrgeschoßige Zinshäuser die niedrigere alte Bebauung ersetzten und neue Flächen bebaut wurden, dies betraf insbesondere die vorher freigehaltenen Areale vor der Linie. Ein Beispiel für ein Ensemble aus dieser Zeit ist die Kirche Maria vom Siege zusammen mit dem gleichnamigen Platz, der sie umgibt.
1911 gab das Militär zehn Hektar, also ein Fünftel der Schmelz, zur Bebauung frei. Der Bau des ersten Hauses – Hütteldorfer Straße 74 – wurde im Oktober 1911 begonnen. 1912 begann der Bau der Häuser, die heute das sogenannte Nibelungenviertel bilden und etwa gleichzeitig wurde auch mit dem Bau der Häuser zwischen Oeverseestraße und Hütteldorfer Straße begonnen. Der Erste Weltkrieg unterbrach diese Pläne und in der Zwischenkriegszeit wurden die noch vorhandenen Baulücken vor allem mit kommunalen Wohnhausanlagen gefüllt. 1934 wurde im Areal der Schmelz die Christkönigskirche geweiht, der letzte große Bau in diesem Areal war aber die Wiener Stadthalle, die 1958 eröffnet wurde.
Per 1. Jänner 1892 wurde Fünfhaus im Zuge der Eingemeindung der Wiener Vororte zum 15. Bezirk konstituiert und blieb bis 1938 als Bezirk bestehen. In diesem Jahr wurde es mit Rudolfsheim zusammengeschlossen.
Die östliche Grenze von Fünfhaus verlief nach der Eingemeindung von der Burggasse bis zur Mariahilfer Straße einen Häuserblock östlich des Gürtels, somit durch Wimbergergasse, Kenyongasse und das Areal des Sophienspitals. Am 28. Dezember 1904 wurde landesgesetzlich festgelegt, dass diese Bezirksgrenze an die Gürtelstraße verlegt sei. Durch Kundmachung des Statthalters vom 7. Juni 1905 wurde konkretisiert, dass die neue Grenze zum 7. Bezirk an der „westlichen Grenze des Stadtbahnkörpers“ verlaufe und ab 1. Juli 1905 gelte.

## Wappen
Wappenbeschreibung: Das Wappen von Fünfhaus zeigt eine Szene des Erzengels Michael, in der er einen Drachen tötet. Michael trägt ein silbernes Gewand mit einem goldenen Kreuz auf der Brust. Auf dem Kopf trägt er einen goldenen, mit Straußenfedern besetzten Helm. Mit seiner rechten Hand hält er eine goldene Kreuzlanze, mit der er einen feuerspeienden Drachen tötet, der auf braunen Grund liegt.
Das Wappen rührt aus der Tatsache, dass das Barnabitenkollegium St. Michael in Wien bedeutendster Grundherr der Siedlungen Fünfhaus und Sechshaus war.
Zu beachten ist, dass das Wappen von Fünfhaus ähnlich dem von Rudolfsheim nicht vollkommen ident ist mit der Wappenhälfte im Wappen Rudolfsheim-Fünfhaus, vor allem in Farbgebung und Detaildarstellung.

## Kultur und Sehenswürdigkeiten

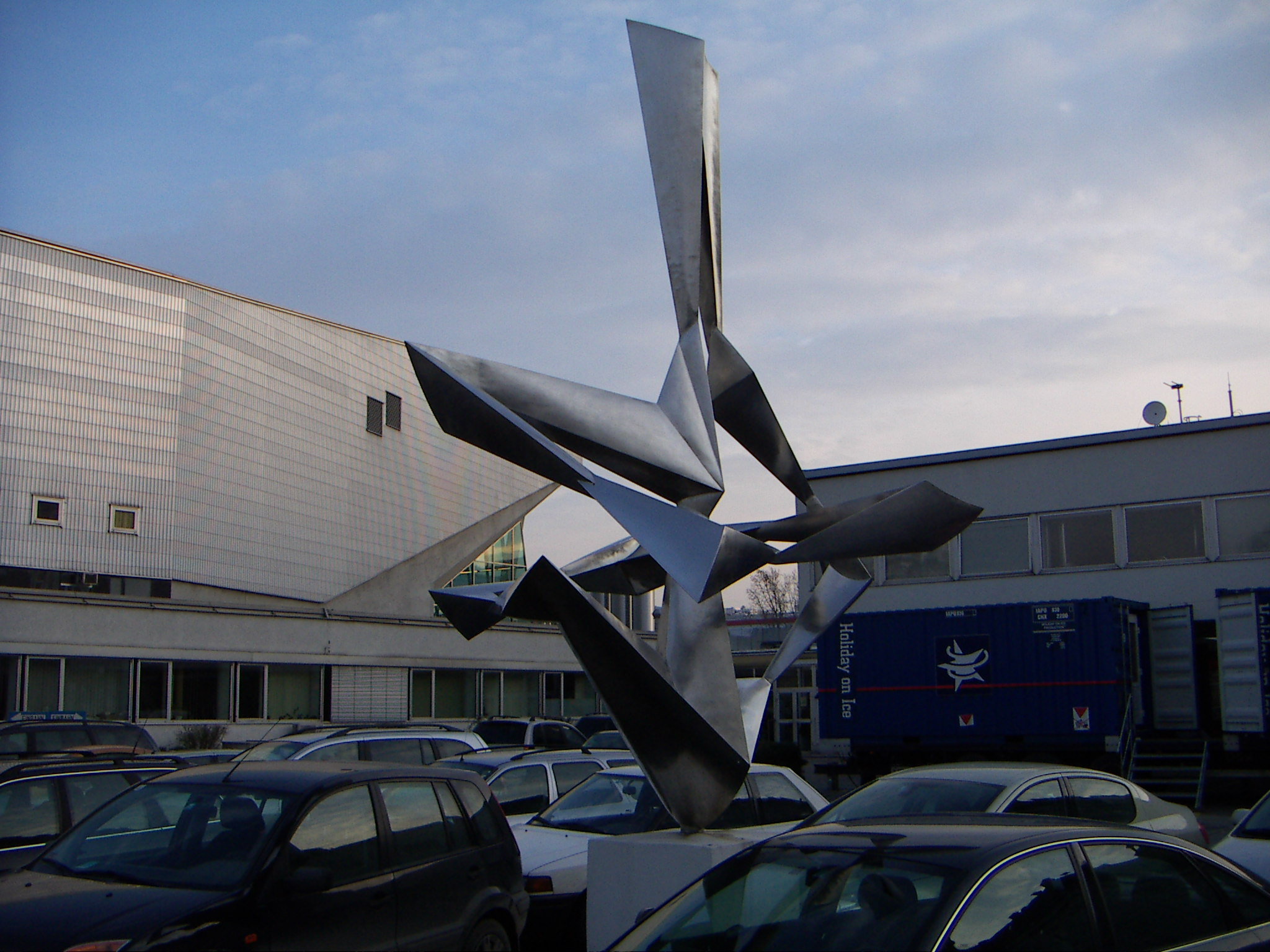
Skulptur von Wander Bertoni bei der Wiener Stadthalle

In Fünfhaus befindet sich die Wiener Stadthalle.
Architektonisch und historisch bedeutende Kirchengebäude sind Maria vom Siege von Friedrich von Schmidt, die Christkönigskirche von Clemens Holzmeister sowie die 1894 erbaute Pfarrkirche zum Hl. Antonius v. Padua.

## Persönlichkeiten
- Heinrich Herklotz (1788–1856), Bürgermeister von Fünfhaus
- Anton Lang (1820–1880), Textilfabrikant (Gebrüder Lang)
- Jakob Lang (1822–1892), Textilfabrikant (Gebrüder Lang)
- P. Anton Maria Schwartz, Cop (1852–1929), Gründer der Kalasantiner
- Leopold Iwald (1867–1938), Schauspieler
- Franz Josef Swoboda (1870–1934), Orgelbauer
- Carl Otto Czeschka (1878–1960), Maler und Grafiker, Mitarbeiter der Wiener Werkstätte
- Alfons Petzold (1882–1923), Schriftsteller